# Кейн, Кимберли
Кимберли Кейн (англ. Kimberly Kane), настоящее имя — Джеймилиин Николь Коуэрт (англ. Jamielynn Nicole Cowart; род. 28 августа 1983, Такома, Вашингтон) — американская порноактриса и порнорежиссёр, член Зала славы AVN с 2016 года.

## Биография и карьера
Кейн родилась и выросла в Такоме (штат Вашингтон). Её мать была порнопродюсером и танцовщицей эротических танцев. В возрасте 13 лет Кимберли переехала в Портленд (штат Орегон), а позже перебралась в Лас-Вегас, где работала в магазине Mars Music, а также была бэк-вокалисткой группы Skull Rose.
В возрасте 18 лет она стала работать стриптизёршей в портлендском стрип-клубе Sugar Shack. В августе 2003 года в возрасте 20 лет Кимберли дебютировала в порноиндустрии, снявшись в фильме Troubled Teens. Позже она стала работать в разных жанрах, исполняла сцены как вагинального, так и анального секса, сцены двойного проникновения, межрасового секса и глубокого минета. Несмотря на отсутствие татуировок и других изменений в её теле (кроме пирсинга) она также снималась в жанре альтернативного порно. В 2006 году состоялся её режиссёрский дебют. Она сняла для компании Pulse Distribution фильм Naked and Famous. Позже она сняла ещё три фильма в жанре альтернативной порнографии для компании Vivid Entertainment.
С 2004 года по 2006 год была помолвлена с режиссёром Джэком Зиппером. Кейн — подруга порноактрисы Эшли Блу.
По данным на 2018 год снялась в 645 порнофильмах и срежиссировала 15 порнолент.

## Премии и номинации
| Год  | Церемония           | Категория                                  | Работа | Результат |
| ---- | ------------------- | ------------------------------------------ | --- | --------- |
| 2006 | AVN Award           | Лучшая сцена группового секса - видео      | Squealer | Победа    |
| 2006 | AVN Award           | Лучшая сцена орального секса - видео       | Squealer | Победа    |
| 2006 | NightMoves Award    | Лучший новый режиссер (по выбору редакции) | | Победа    |
| 2007 | AVN Award           | Лучшая сцена орального секса - видео       | Naked and Famous (вместе с Лекси Лав) | Номинация |
| 2008 | AVN Award           | Лучшее лесбийское порно - видео            | Girls Love Girls 2 (вместе с Шарлоттой Стокли) | Номинация |
| 2009 | AVN Award           | Лучшее лесбийское порно втроем - сцена     | Belladonna’s Girl Train | Победа    |
| 2010 | AVN Award           | Лучшее лесбийское групповое порно - сцена  | Party of Feet (вместе с Беладонной, Лекси Белл, Evie Delatosso, Иви Мэдисон, Джорджией Джонс, Alexa Jordan, Адрианной Николь, Бобби Старр и Алексис Тексас) | Номинация |
| 2010 | AVN Award           | Лучшая актриса                             | The Sex Files: A Dark XXX Parody | Победа    |
| 2010 | XBIZ Award          | Лучшая женская актерская работа года       | The Sex Files: A Dark XXX Parody | Победа    |
| 2010 | XRCO Award          | Актерское одиночное выступление            | The Sex Files: A Dark XXX Parody | Победа    |
| 2011 | AVN Award           | Лучшая сцена секса втроем (ЖЖМ)            | The Condemned (вместе с Крисси Линн, и Mr. Pete) | Победа    |
| 2011 | XRCO Award          | Лучшая актриса                             | The Sex Files 2: A Dark XXX Parody | Победа    |
| 2011 | Feminist Porn Award | Почетное упоминание                        | My Own Master | Победа    |
| 2015 | AVN Award           | Лучшая актриса                             | The Pornographer | Номинация |
| 2016 | XBIZ Award          | Лучшая сцена секса — пародия               | Wonder Woman XXX: An Axel Braun Parody(с Райном Дриллером)                                                                                                  | Победа    |

В 2016 году включена в Зал славы AVN